# F1 eSports
La Formula Uno eSports Series (abbreviato in F1 eSports), conosciuto anche come F1 Sim Racing,  è una categoria di eSports professionale promosso dalla Formula 1. Il programma è stato creato nel 2017 con l'obiettivo di coinvolgere il videogioco ufficiale di Formula 1 e la sua community di giocatori, offrendo così una nuova opportunità per aumentare l'interazione con lo sport della Formula 1. Nel 2018, i team ufficiali di Formula 1 hanno partecipato per la prima volta al programma, formando i propri team di F1 eSports per competere nel campionato.
Nel 2020, l'epidemia di Coronavirus, ha causato il rinvio o la cancellazione di diversi Gran Premi di Formula 1, nella prima metà del 2020 si è svolta la Virtual Grand Prix Series, alla quale hanno preso parte attuali ed ex piloti di F1, nonché atleti di altri Paesi. sport, celebrità e creatori di contenuti. Il primo Gran Premio virtuale si è svolto il 22 marzo, vinto da Zhou Guanyu. Si sono svolti otto Gran Premi virtuali, con George Russell incoronato campione non ufficiale, dopo aver ottenuto quattro vittorie. Prima la stagione del 2021 si è svolta anche una serie ridotta di tre Gran Premi virtuali di tre gare.
La maggior parte dei piloti di F1 Esports gareggia con volanti Fanatec.

## Storia
La prima gara virtuale di F1 è stata annunciata il 21 agosto 2017, con le fasi di qualificazione e finale che si terranno sul videogioco ufficiale di Formula 1 del campionato 2017. Oltre 60.000 giocatori hanno partecipato alla serie inaugurale, seguita da 123 paesi in tutto il mondo e generando oltre 20 milioni di impressioni sui social media. Brendon Leigh, proveniente dal Regno Unito, ha conquistato il primo campionato della serie.
Il 2018 è stata la prima stagione completa di F1 virtuale ed è stata divisa in 2 fasi. Nella prima fase aperta nell'aprile 2018, ai piloti online è stata offerta l'incredibile opportunità di guadagnare un posto nella formazione ufficiale dei piloti eSports per uno dei team ufficiali di F1, ovvero nelle loro formazioni di piloti di eSports come parte della serie inaugurale Pro Draft. Oltre 66.000 giocatori hanno partecipato per contendersi un posto nella squadra di eSports ufficiale dei team di F1 che ha gareggiato nella F1 New Balance eSports Series e la possibilità di vincere una parte del montepremi di $200000. La serie ha attirato un pubblico record di 5,5 milioni di persone su reti televisive selezionate e live streaming online. Nel 2018, la Mercedes ha vinto il campionato costruttori e Brendon Leigh è diventato due volte campione piloti.
L'8 aprile 2019, la Formula 1 ha annunciato la terza edizione della F1 eSports Series, con un montepremi aumentato di $500000. La Ferrari si è unita alla serie dopo aver scelto di non prendere parte l'anno prima. La serie è stata vinta da David Tonizza, pilota della Ferrari Driver Academy, mentre la Red Bull Racing eSports si è aggiudicata il campionato dei costruttori.
Tuttavia nel 2020, a causa dell'epidemia del COVID-19, per prendere il posto del Campionato del mondo di Formula 1 2020, la Formula 1 ha lanciato il "Gran Premio virtuale", con le gare del Gran Premio del Bahrein, di Australia, Brasile, Spagna, Monaco, Azerbaigian e Canada, una serie per intrattenere la F1 fan mentre la stagione è interrotta. Il GP virtuale è iniziato con il Gran Premio virtuale del Bahrain, con Zhou Guanyu come vincitore inaugurale. La serie si è conclusa con il Gran Premio del Canada virtuale. Oltre a Zhou, i piloti di F1 George Russell, Charles Leclerc e Alex Albon hanno vinto le altre gare virtuali. George Russell con 146 punti non ufficiali ha vinto la serie con Albon secondo con 108 punti. Questi eventi sono stati supportati anche dalla Formula 2 con Arthur Leclerc incoronato campione non ufficiale con quattro punti di vantaggio su Louis Deletraz che ha ottenuto più pole position dopo il Gran Premio del Canada.
Dopo un inizio ritardato a causa della pandemia di COVID-19, la Formula 1 ha annunciato il quarto capitolo della serie il 13 agosto 2020. In risposta alla pandemia, i piloti e i team sono stati tenuti a lavorare a casa o nelle loro squadre di fabbrica. Il montepremi è stato ulteriormente aumentato a $750000. Jarno Opmeer dell'Alfa Romeo Racing ORLEN F1 eSports è stato incoronato per la prima volta campione piloti, mentre Red Bull Racing eSports ha acclamato il titolo costruttori. La serie ha attirato un ulteriore record di pubblico di 11,4 milioni di visualizzazioni in live streaming su tutte le piattaforme digitali, con un aumento del 98% rispetto al 2019 
Il Gran Premio virtuale si è svolto nuovamente durante la pausa invernale prima del Campionato del mondo di Formula 1 2021, ma questa volta le gare si svolgono nel formato Formula 2: una Feature Race e una Sprint Race. Nella Sprint Race, i piloti ufficiali di F1 eSports gareggiano per primi e la loro posizione finale determinerà la griglia di partenza della Feature Race. La Feature Race riunisce giocatori di diverse discipline, dalle corse simulate alle corse nella vita reale. È previsto un montepremi di beneficenza, per il quale le squadre gareggeranno per ottenere la fetta maggiore, in base alla loro posizione nel campionato costruttori. La seconda stagione del Gran Premio virtuale è iniziata con il Gran Premio d'Austria virtuale, vinto da Enzo Fittipaldi, fratello di Pietro Fittipaldi, che ha recentemente corso in F1 nella vita reale per l'Haas F1 Team. Il Gran Premio virtuale di Gran Bretagna è stato vinto da George Russell. Russell ha continuato a vincere la gara finale, il Gran Premio virtuale di San Paolo, diventando la sua sesta vittoria consecutiva. L'Haas F1 Team ha vinto la serie, con Enzo Fittipaldi il campione piloti non ufficiale.
Dalla stagione 2023-24, il campionato è stato rinominato in "F1 Sim Racing". È stato vinto da Frederik Rasmussen, che ha conquistato il suo primo titolo dopo essersi classificato secondo in quattro delle sei stagioni precedenti, allo stesso tempo la FDA eSports Team ha conquistato per prima volta il mondiale costruttori.
Il titolo 2025 è stato vinto dall'olandese Jarno Opmeer con Red Bull, che ha anche vinto il titolo costruttori.

## Format
- Qualificazione - La stagione si apre con la qualificazione online, un bando globale di partecipazione. La qualificazione è aperta ai giocatori che possiedono una copia del videogioco ufficiale di Formula 1 sviluppato da Codemasters. I giocatori con i tempi più veloci avanzano alla fase successiva.
- Pro Draft: i giocatori qualificati accedono al Pro Draft, dove i team ufficiali di Formula 1 selezionano quali giocatori li rappresenteranno nei campionati F1 eSports Pro Series.
- Pro Series: tutti i giocatori partecipanti gareggiano in una percentuale del 25-50% di gare in una serie di eventi trasmessi in diretta. Guadagnano punti per se stessi e per i loro team di F1. Questi punti verranno conteggiati ai fini del campionato, al termine del quale la squadra e il giocatore vincitori verranno incoronati rispettivamente Campioni del mondo a squadre e piloti della F1 New Balance eSports Series, con una parte del montepremi distribuito alle squadre in base alla loro classifica.[7]

## Risultati
| Anno    | Gioco   | Luogo                                            | Pilota Campione    | Squadra                         | Costruttore Campione          |
| ------- | ------- | ------------------------------------------------ | ------------------ | ------------------------------- | ----------------------------- |
| 2017    | F1 2017 | Circuito di Yas Marina, Emirati Arabi Uniti      | Brendon Leigh      | Racing Bulls eSports Team       | Non premiato                  |
| 2018    | F1 2018 | Gfinity eSports Arena, Regno Unito               | Brendon Leigh      | Mercedes-AMG Petronas eSports   | Mercedes-AMG Petronas eSports |
| 2019    | F1 2019 | Gfinity eSports Arena, Regno Unito               | David Tonizza      | Scuderia Ferrari eSports Team   | Red Bull Racing eSports       |
| 2020    | F1 2020 | Online (COVID-19)                                | Jarno Opmeer       | Alfa Romeo Racing Orlen eSports | Red Bull Racing eSports       |
| 2021    | F1 2021 | Online (COVID-19)                                | Jarno Opmeer       | Mercedes-AMG Petronas eSports   | Mercedes-AMG Petronas eSports |
| 2022    | F1 22   | Online                                           | Lucas Blakeley     | Mclaren Shadow                  | Mclaren Shadow                |
| 2023-24 | F1 23   | Jönköping, Svezia (R1) Stoccolma, Svezia (R2-12) | Frederik Rasmussen | Red Bull Racing eSports         | Scuderia Ferrari eSports Team |
| 2025    | F1 24   | Stoccolma, Svezia                                | Jarno Opmeer       | Red Bull Racing eSports         | Red Bull Racing eSports       |

## Risultati personali
| Pilota                  | Campionati | Vittorie | Pole position |
| ----------------------- | ---------- | -------- | ------------- |
| Jarno Opmeer            | 3          | 15       | 5             |
| Brendon Leigh           | 2          | 8        | 5             |
| Frederik Rasmussen      | 1          | 16       | 17            |
| David Tonizza           | 1          | 6        | 6             |
| Lucas Blakeley          | 1          | 6        | 4             |
| Thomas Ronhaar          | 0          | 6        | 12            |
| Bari Broumand           | 0          | 6        | 6             |
| Daniel Bereznay         | 0          | 5        | 7             |
| Nicolas Longuet         | 0          | 3        | 8             |
| Marcel Kiefer           | 0          | 3        | 0             |
| Alfie Butcher           | 0          | 2        | 0             |
| Otis Lawrence           | 0          | 2        | 0             |
| Ismael Fahssi           | 0          | 1        | 3             |
| Cem Bölükbasi           | 0          | 1        | 1             |
| Salih Saltunç           | 0          | 1        | 1             |
| Cedric Thomé            | 0          | 1        | 0             |
| Dani Moreno             | 0          | 1        | 0             |
| Álvaro Carreton         | 0          | 0        | 2             |
| Josh Idowu              | 0          | 0        | 2             |
| Fabrizio Donoso Delgado | 0          | 0        | 1             |
| Enzo Bonito             | 0          | 0        | 1             |
| Tino Naukkarinen        | 0          | 0        | 1             |
| Ulaş Özyıldırım         | 0          | 0        | 1             |